# Hester Stanhope

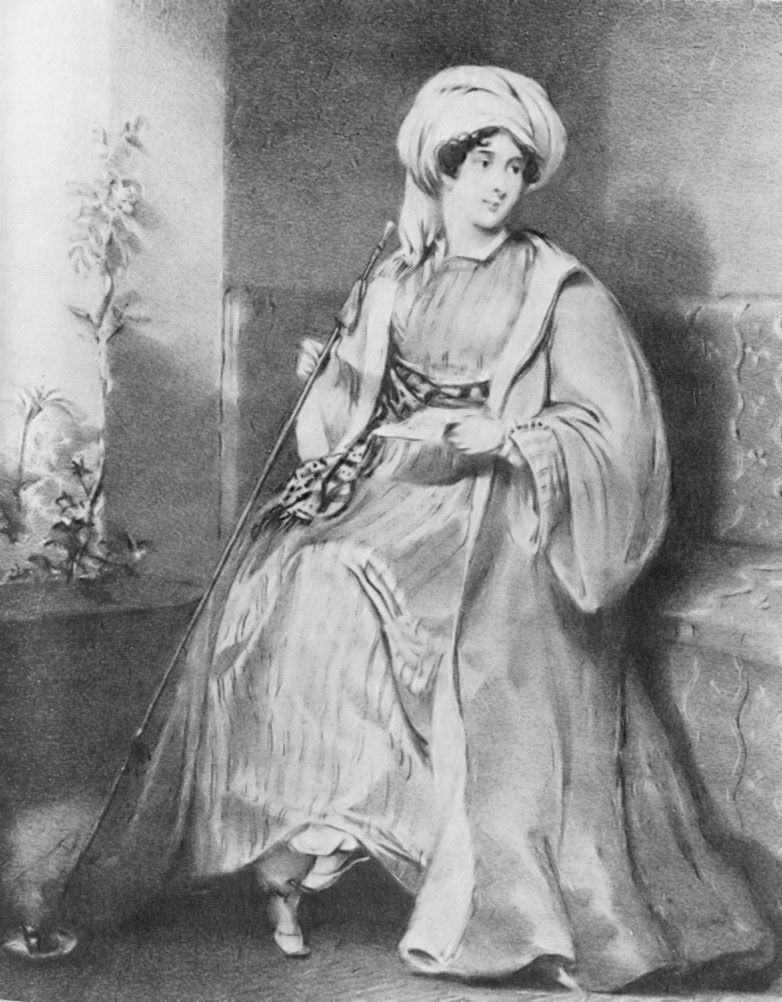
Lady Hester Stanhope.

Lady Hester Lucy Stanhope (Chevening, Kent, Inglaterra; 12 de marzo de 1776-Djoun, Siria, 23 de junio de 1839) fue una aristócrata inglesa aventurera y anticuaria. Una de las más famosas viajeras de su tiempo, su excavación de Ascalón en 1815 se considera la primera en utilizar técnicas arqueológicas modernas, y su uso de un documento en italiano medieval ha sido descrito como "uno de los primeros usos de fuentes de texto por arqueólogos de campo". Sus cartas y memorias hicieron de ella una famosa exploradora.

## Primeros años
Lady Hester nació en Kent, en el seno de una familia de la aristocracia inglesa, fue la mayor de las tres hijas de un político inglés, Lord Charles Stanhope y su esposa Lady Hester Pitt. Lord Stanhope era un personaje excéntrico muy aficionado a las ciencias, la política y sobre todo a la literatura. Su madre, Lady Pitt, era hija del primer conde de Chatham y hermana del primer ministro William Pitt.

## Juventud

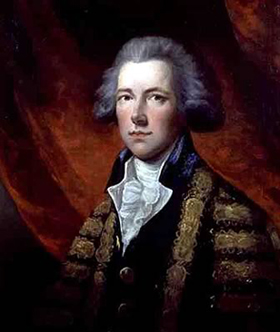
Conde William Pitt (el joven), principal influencia en la vida de Lady Stanhope.

Lady Hester fue educada con institutrices, pero desde su niñez demostró ser distinta al resto de las niñas de su posición social, no le interesaba seguir las mallas curriculares de educación de una aristócrata como la danza, la música y la pintura pues le aburrían, además tenía una personalidad fuerte con gran tendencia al liderazgo natural, sentía atracción por la caza, los caballos y lo relacionado con las aventuras y exploraciones. Lady Hester, además era una mujer de elevada estatura (1,8 m), de complexión amazónica y de gran desplante y apariencia, dotada de gran ingenio e inteligencia y con un extraordinario parecido a los rasgos de su tío, William Pitt.
Lady Hester creció en su casa paterna de Chevening hasta principios de 1800. Cuando cumplió 24 años, su padre la envió a vivir con su tío William Pitt y su abuela, Hester Pitt, condesa de Chatham, en el castillo de Walmer en Burton Pynsent. 
La relación entre Lady Hester y su tío el ministro William Pitt (el Joven) llegó a ser muy estrecha, al extremo de asumir Lady Hester desde agosto de 1803 el papel de una pseudo-esposa (Pitt era soltero), profesándole además una gran admiración. En esa posición Lady Hester se transformó en su anfitriona y ayudaba a dar la bienvenida a sus invitados. Durante aquellas veladas se hizo conocida por su belleza majestuosa y su conversación animada e inteligente; pero muy franca, directa y quizás rayana en la falta de tino ya que detestaba y ridiculizaba a los conocidos de su padre que le parecían mediocres. Su personalidad opacaba un tanto a su tío y era divertida para la mayoría de sus amigos políticos que caían dentro de sus simpatías; no obstante, también hizo de enemigos innecesariamente en la clase política que mucho más tarde le jugarían en contra.
Lady Hester tenía talento para los negocios y cuando Pitt estaba fuera de la oficina actuaba como su secretaria privada. También fue la promotora principal de los jardines de Walmer Castle durante su mandato como Señor Guardián del Cinque Ports, en este aspecto, Lady Hester aprendió el arte de la jardinería.
El animado y ordenado mundo del cual disfrutaba Lady Hester terminó el día en que William Pitt falleció luego de una larga enfermedad, el 23 de enero de 1806 a sus 47 años.
Las influencias sociales desaparecieron y el mundo de Lady Hester, para la época toda una solterona ya, se tornó solitario. La herencia de apenas £ 1.200 anuales proporcionada por la Corona como pensión vitalicia no le alcanzaba para mantener el estilo de vida que tenía cuando Pitt estaba en vida.
Lady Hester Stanhope entonces decidió tomar el destino por las astas y financiarse un viaje a uno de los lugares más exóticos, el Oriente.

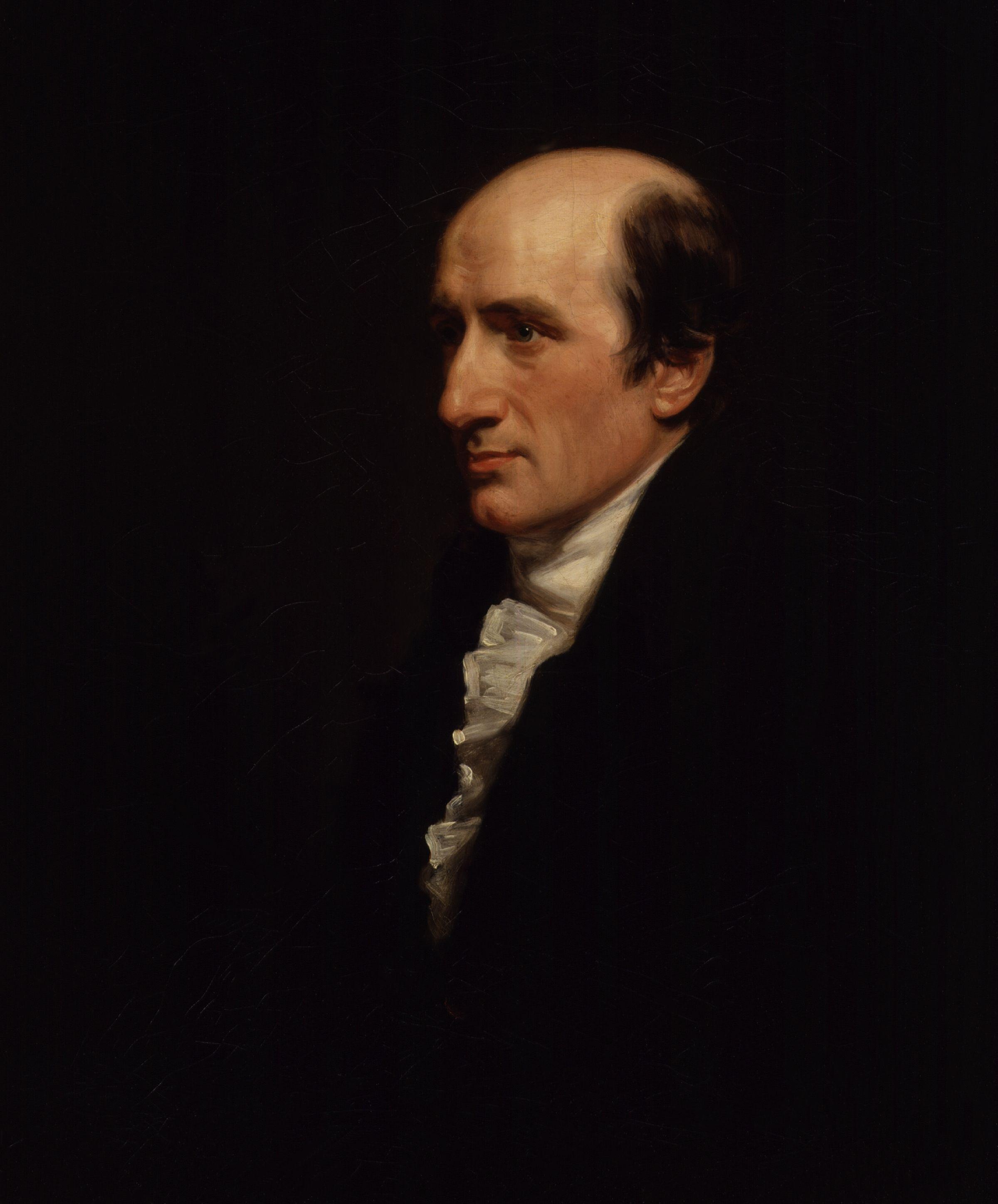
Conde Charles Stanhope, padre de Lady Hester

## La Reina Blanca de Palmira
En octubre de 1810, Lady Hester y un reducido séquito de criados se embarcaron en un barco griego rumbo a Constantinopla, Turquía, y luego viajó a Egipto, allí conoció a Mohamed Alí, el bajá de Egipto, quien la invitó durante su estancia en la ciudad Damasco, a su palacio en Ezbekieh. Además la acompañaba su médico de cabecera, Charles Meryon quien fue su biógrafo y quizás su mejor amigo en esa parte de su vida hasta 1817.
Estando en Damasco, Lady Hester se sintió muy atraída por las exóticas costumbres y estilo de vida de los beduinos y comenzó a adoptar su vestuario y maneras, vistiéndose como un druso.
En ese lugar oyó hablar de la gran ciudad romana en ruinas de Palmira distante a 200 km de Damasco, un lugar retirado en Siria, muy peligroso de llegar y habitado en el trayecto por beduinos y bandoleros que vivían en un desierto feroz. Nunca había llegado hasta allá europeo alguno hasta entonces.
El 14 de abril de 1813, Lady Hester tomó la decisión de fletar una caravana de 50 camellos, un nutrido séquito de criados y se vistió con espléndidas ropas a la manera de un príncipe druso, además contrató a un grupo de beduinos armados y uniformados como guardia pretoriana. Lady Hester pretendió imitar a la mítica reina Zenobia que desafió a los romanos en 270 D.C.
El 29 de marzo de 1813, la comitiva llegaba a la ciudad de Palmira, la cual fue recibida espléndidamente por los nómadas árabes que allí habitaban.

-" El jefe y 300 hombres armados salieron a recibirme, venían en espléndidos caballos, algunos venían prácticamente desnudos y otros con trajes de seda, dando gritos salvajes, cantando y bailando. Toda esta exhibición duró hasta que llegamos a un Arco del Triunfo en Palmira"-
 Lady Hester Stanhope

Lady Hester Stanhope se ganó la admiración y el respeto de los árabes del lugar, los cuales le llamaron la Reina blanca de Palmira.
Lady Hester volvió unos años más tarde a Damasco y allí encontró un castillo en ruinas del tiempo de Las Cruzadas, en Djoun el cual alquiló y decidió vivir allí reconstruyéndolo en parte. Dicho lugar estaba rodeado de árboles, cerca del mar Mediterráneo, el cual transformó en un gran palacete rústico y en uno de sus patios cultivó un jardín de rosas digno del Edén. Su médico, Charles Meryon regresó en 1817 a Inglaterra.
Lady Hester vivió allí como una auténtica princesa drusa protegiendo a esta etnia con sus influencias en ese lugar, recibiendo a los visitantes europeos que se aventuraban por esos lugares y se hizo de una gran fama en las colonias inglesas como mujer exótica y buena anfitriona.

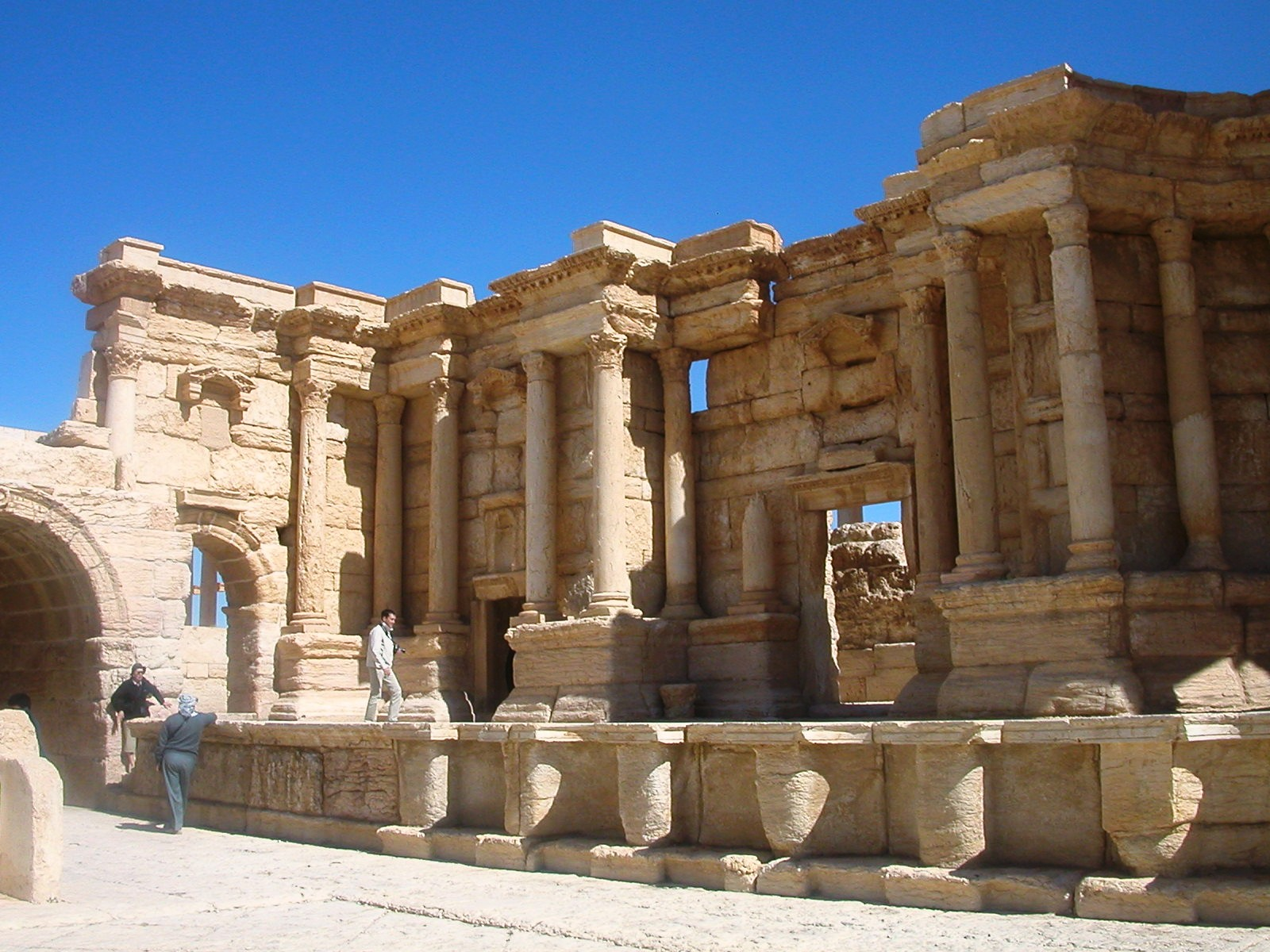
Las ruinas de Palmira en Siria, lugar que consagró a Lady Stanhope como la Reina de Palmira.

El principio del fin vino en 1836, cuando el gobierno británico le embargó la pensión que se le había concedido, debido a las abultadas deudas contraídas con sus acreedores debido a una fracasada expedición realizada por ella para buscar un supuesto tesoro en la ciudad de Ascalón. Después del embargo, la situación económica de Lady Stanhope empezó a deteriorarse gravemente a tal extremo que despidió a sus sirvientes, y otros comenzaron a robarle todos sus bienes personales por lo que comenzó a vivir una vida como eremita en estado de abandono, rodeada de una docena de gatos, cachivaches y solo dejándose ver ante sus ocasionales visitantes de noche y envuelta en chales, para intentar ocultar los estragos de la edad.

## Vida final
En 1837, finalmente cayó gravemente enferma y el doctor Meryon viajó a Damasco para poder asistirla encontrándola muy abandonada y postrada en cama. Meryon hizo lo posible por reconfortarla y la acompañó un tiempo hasta su regreso obligado a la Costa Azul.
El 22 de junio de 1839, Lady Stanhope fallecía en Djoun completamente arruinada físicamente, en la oscuridad de su habitación, cubierta de harapos y en pésimas condiciones higiénicas en cama, teniendo por toda compañía a multitud de gatos y un cúmulo de objetos que había acumulado en sus viajes, fue inhumada en uno de sus jardines y su castillo fue sellado por el cónsul inglés en Damasco.

-" Lady Stanhope no era una excéntrica, era una mujer iluminada (espiritual), de alta cuna, muy culta, con dotes de estadista y en ocasiones una especie de Circe. Siempre se las ingeniaba aun en los momentos más difíciles de esparcir a su alrededor una mágica ilusión que cautivaba a quien la conocía"-
Charles Meryon